# Kaag
Kaag es una localidad y una isla en la provincia Holanda Meridional, parte de los Países Bajos. Es una parte del municipio de Kaag en Braassem, y se encuentra a unos 8 km al noreste de Leiden.
Kaag se encuentra en una isla, Kagereiland o Kaageiland, en un sistema lacustre llamado Lagos Kaag (Kagerplassen). Para llegar a De Kaag, se toma un ferry desde Buitenkaag.
De Kaag también es parte de un área llamada el Duin- en Bollenstreek  ("Dune y la región del bulbo").
La ciudad es a veces denominada "De Kaag", pero el nombre reportado en los mapas holandeses suele ser "Kaag".
- Datos: Q2427085
- Multimedia: Kaag / Q2427085